# Лодердейл-бай-те-Си
Лодердейл-бай-те-Си (англ. Lauderdale-by-the-Sea) — небольшой город (таун), расположенный в округе Брауард (штат Флорида, США) с населением в 5990 человек по статистическим данным переписи 1 года.

## География
По данным Бюро переписи населения США город Лодердейл-бай-те-Си имеет общую площадь в 3,88 квадратных километров, водных ресурсов в черте населённого пункта не имеется.
Город Лодердейл-бай-те-Си расположен на высоте 3 м над уровнем моря.

## Демография
По данным переписи населения 1 года в Лодердейл-бай-те-Си проживало 5990 человек, 608 семей, насчитывалось 1529 домашних хозяйств и 2366 жилых домов. Средняя плотность населения составляла около человек на один квадратный километр. Расовый состав населённого пункта распределился следующим образом: 96,45 % белых, 0,74 % — чёрных или афроамериканцев, 0,12 % — коренных американцев, 0,90 % — азиатов, 0,94 % — представителей смешанных рас, 0,86 % — других народностей. Испаноговорящие составили 5,27 % от всех жителей.
Из 1529 домашних хозяйств в 7,0 % воспитывали детей в возрасте до 18 лет, 34,4 % представляли собой совместно проживающие супружеские пары, в 3,5 % семей женщины проживали без мужей, 60,2 % не имели семей. 50,2 % от общего числа семей на момент переписи жили самостоятельно, при этом 21,0 % составили одинокие пожилые люди в возрасте 65 лет и старше. Средний размер домашнего хозяйства составил 1,68 человек, а средний размер семьи — 2,38 человек.
Население муниципалитета по возрастному диапазону по данным переписи 2000 года распределилось следующим образом: 8,0 % — жители младше 18 лет, 2,6 % — между 18 и 24 годами, 25,4 % — от 25 до 44 лет, 30,2 % — от 45 до 64 лет и 33,9 % — в возрасте 65 лет и старше. Средний возраст жителей составил 54 года. На каждые 100 женщин в Лодердейл-Бай-Те-Си приходилось 98,2 мужчин, при этом на каждые сто женщин 18 лет и старше приходилось 99,4 мужчин также старше 18 лет.
Средний доход на одно домашнее хозяйство составил 38 804 доллара США, а средний доход на одну семью — 56 010 долларов. При этом мужчины имели средний доход в 41 424 доллара США в год против 26 591 доллар среднегодового дохода у женщин. Доход на душу населения составил 38 804 доллара в год. 3,8 % от всего числа семей в населённом пункте и 8,4 % от всей численности населения находилось на момент переписи населения за чертой бедности, при этом 10,1 % из них были моложе 18 лет и 6,5 % — в возрасте 65 лет и старше.